# Retrato da Marquesa de Belas
Retrato da Marquesa de Belas é uma pintura de Nicolas-Antoine Taunay. A data de criação é 1816. A obra é do gênero retrato. Está localizada em Pinacoteca do Estado de São Paulo. Retrata Constança Manuel de Meneses, a segunda Marquesa de Belas.

## Descrição
A obra foi produzida com tinta a óleo, tela. Suas medidas são: 63,4 centímetros de altura e 51 centímetros de largura. Faz parte de Coleção da Pinacoteca do Estado de São Paulo, listado igualmente na Brasiliana Iconográfica. O número de inventário é PINA07386.
Na obra, a marquesa aparece, corpulenta e sorridente, no contexto do luto da rainha Maria I, de quem era dama de companhia. Porta a Ordem Real de Santa Isabel, instaurada por Carlota Joaquina no ano em que o quadro é produzido.
O quadro foi produzido enquanto Taunay integrava a Missão Artística Francesa no Brasil. Em 1816, ele esteve no Rio de Janeiro, como pintor do Reino.
Foi considerada uma obra "admirável" e "estupenda" por Jorge Coli.